# Щиборин, Алексей Дмитриевич
Алексе́й Дми́триевич Щибо́рин (24 февраля 1912 — 3 декабря 1988) — советский дипломат. Чрезвычайный и полномочный посол.

## Биография
На дипломатической работе с 1939 года.
- В 1939—1941 годах — сотрудник центрального аппарата НКИД СССР.
- В 1941—1943 годах — второй, затем первый секретарь посольства СССР при союзных правительствах в Лондоне.
- В 1944 году — советник посольства СССР при Союзных правительствах в Лондоне.
- С 16 ноября 1944 по 7 февраля 1950 года — чрезвычайный и полномочный посланник СССР в Египте[1].
- В 1948—1953 годах — заместитель заведующего Отделом стран Ближнего и Среднего Востока МИД СССР.
- В 1953—1954 годах — советник-посланник посольства СССР в Индии.
- С 5 июня 1954 по 9 июня 1959 года — чрезвычайный и полномочный посол СССР в Бирме[2].
- В 1959—1962 годах — заместитель заведующего Отделом стран Ближнего Востока МИД СССР.
- В 1962—1968 годах — заведующий Отделом стран Ближнего Востока МИД СССР.
- С 2 января 1969 по 14 декабря 1973 года — чрезвычайный и полномочный посол СССР в Эфиопии[3].
- В 1974—1979 годах — на ответственной работе в центральном аппарате МИД СССР.

С 1979 года — в отставке.
Похоронен на Кунцевском кладбище.

## Награды
- орден Трудового Красного Знамени (3 ноября 1944, 31 декабря 1966, 22 октября 1971[4])